# 清徐胡鮈
清徐胡鮈又名清徐小鰾鮈（学名：Microphysogobio chinssuensis）为輻鰭魚綱鯉形目鲤科小鰾鮈屬下的一種，原本為胡鮈属，現在胡鮈属已併入小鰾鮈屬中，是中国的特有物种。分布于珠东水系的北江、西江、长江与黄河水系、东北本溪太子河等。该物种的模式产地在山西清徐。

## 扩展阅读
維基物種上的相關：清徐胡鮈
- 黄河土著鱼类列表